# Allochernes longepilosus
Allochernes longepilosus es una especie de arácnido  del orden Pseudoscorpionida de la familia Chernetidae.

## Distribución geográfica
Es endémica del Roque de Caramujo en Tenerife en las islas Canarias (España).